# Телесфорд, Осей
Осей Телесфорд (англ. Osei Telesford; родился 30 ноября 1987 года, Сан-Хуан, Тринидад и Тобаго) — тринидадский футболист, полузащитник.

## Клубная карьера
Начинал свою карьеру в США. В 2007-м году попал в состав клуба MLS «Чикаго Файр». Однако закрепиться в нём Телесфорд не сумел. Всего за один сезон он провёл за команду 2 игры. С 2008 года полузащитник выступает в первенстве Пуэрто-Рико. Там он играл вместе со своим соотечественником Кеоном Дэниэлом.

## Карьера в сборной
За сборную Тринидада и Тобаго Телесфорд дебютировал в 2007 году. Всего за Соку Уорриорз полузащитник сыграл 21 игру и забил 1 гол.

## Достижения
- Победитель Клубного чемпионата КФС: 2010.